# NGC 5154
NGC 5154 is een spiraalvormig sterrenstelsel in het sterrenbeeld Jachthonden. Het hemelobject werd op 1 mei 1785 ontdekt door de Duits-Britse astronoom William Herschel.

## Synoniemen
- UGC 8447
- MCG 6-30-11
- ZWG 190.11
- KCPG 375B
- PGC 47041